# Eino Krohn
Eino Leopold Krohn, född 8 februari 1902 i Helsingfors, död där 18 februari 1987, var en finländsk estetiker.
Krohn disputerade för filosofie licentiats grad 1936. Han undervisade 1928–1958 i svenska och engelska vid ett finskt läroverk i Helsingfors, var 1947–1961 docent i estetik vid Helsingfors universitet och 1959–1969 professor i allmän litteraturvetenskap vid Åbo universitet.
Krohn behandlade i sitt estetiska författarskap bland annat teaterfrågor, exempelvis i arbetet Draaman estetiikka (1946). Han var 1962–1964 ordförande i Konstföreningen i Åbo och har även skrivit (på finska) Åbo teaterhistoria (1966). Bland hans övriga arbeten märks Esteettinen maailma (1955) och en bok om  konsthandlaren Gösta Stenman, Upptäckare i konstens värld (finska och svenska 1970). Krohn var från 1920 medlem av det teosofiska samfundet Rosen-korset och verkade på olika poster inom detta, bland annat som chefredaktör för dess tidskrift. Under fem årtionden ledde han Rosen-korsets litteratursällskap.
Krohn var brorsons son till Julius Krohn. Hans bröder var målaren Ernst Krohn, konstkritikern Alf Krohn och filosofen Sven Krohn. 